# Harald Klose
Pour les articles homonymes, voir Klose.
Harald Klose est un footballeur allemand né le 12 mars 1945 à Pommer (Allemagne). Cet attaquant a notamment joué au FC Schalke 04. Il termina sa carrière en France.

## Carrière de joueur
- 1963-1968 : Schalke 04  Allemagne
- 1968-1969 : Bayer Leverkusen  Allemagne
- 1969-1970 : Berchem Sport  Belgique
- 1970-1973 : US Valenciennes Anzin  France
- 1973-1975 : AC Cambrai  France